# وحشی و شگفت‌انگیز
وحشی و شگفت‌انگیز (به انگلیسی: Wild and Wonderful) یک فیلم سینمایی آمریکایی در ژانر کمدی محصول سال ۱۹۶۴ میلادی به کارگردانی مایکل اندرسون و بازیگران اصلی تونی کرتیس و کریستین کاوفمان می‌باشند.
فیلم مربوط به یک پودل باهوش فرانسوی به نام کنیاک مونسی است و تأثیر این سگ بر روی زوج تازه ازدواج کرده که توسط کرتیس و کافمن به تصویر کشیده شده‌است.

## بازیگران
- تونی کرتیس درنقش تری ویلیامز
- کریستین کاوفمان درنقش جیزل پونچون
- لری استورچ به عنوان روفوس گیبس
- پیر اولاف به عنوان ژاکوت
- ماری اینگلز در نقش دکتر بیلی
- ژاک آوبوچون به عنوان پاپا پونچون
- سارا مارشال درنقش پاملا
- مارسل دالیو درنقش دکتر رینارد
- جولز مانشین درنقش جولز مانشین
- مارسل هیلر به عنوان بازرس Duviver
- راک اسوند به عنوان هرکول
- فیفی به عنوان سیمون
- ویتو اسکاتی درنقش آندره
- استیون گری
- استنلی آدامز به عنوان شهردار من لا لوکت